# Krista Beinstein
Krista Beinstein (* 3. Juli 1955 in Wien, Österreich) ist eine österreichische Fotografin, die lesbische Erotik thematisiert.

## Biografie
Beinstein lernte Fotografie. Als Fotografin und Aktionskünstlerin lebt sie in Hamburg und Wien. 1986 erschien ihr erstes Buch Obszöne Frauen in Wien. Bis 2009 folgten acht weitere beim Konkursbuch Verlag. In den 1980er Jahren wurden alle ihre Ausstellungen Opfer von Vandalismus seitens militanter Feministinnen.
Sie verknüpft Privatleben, Beruf und Politik und ist eine Repräsentantin des sexpositiven Feminismus. Themen von Beinstein waren unter anderem Begierde, Blut und BDSM.
Ihre 1989 und 1991 entstandenen Filme True Love und Bad Girls wurden 2013 auf dem Berliner Pornfilmfestival gezeigt. Die kontroversen Filme beinhalten unter anderem lesbischen Sex, Masturbation und BDSM. In einer Szene wird Kot verzehrt, in einer anderen werden verschiedene Innereien eingesetzt.

## Bücher
Im Rausch der Triebe: Erotische Frauen-Bild-Geschichten. Konkursbuch Verlag Claudia Gehrke, 1989, 160 Seiten, ISBN 978-3-88769-039-7.